# Saison 2 de Nina
Chronologie
Saison 1 Saison 3
Cet article présente le guide des épisodes de la deuxième saison de la série télévisée française Nina.

## Distribution

### Acteurs principaux
- Annelise Hesme : Nina Auber, infirmière stagiaire, puis titulaire
- Thomas Jouannet : Dr Costa Antonakis, chef du service de médecine interne, ex-mari de Nina
- Léa Lopez puis Ilona Bachelier : Lily Antonakis
- Nina Mélo : Leonnie « Leo » Bonheur, infirmière
- Grégoire Bonnet : Dr Samuel Proust, médecin interniste, puis chef du service de médecine interne
- Marie Vincent : Nadine Leroy, infirmière en chef du service
- Stéphane Fourreau : Pascal N'Guyen, directeur de l'hôpital
- Socha : Caroline Bergman, chef du service de médecine interne
- Farid Elouardi : Dr Djalil Bensaïd, chef du service de psychiatrie
- Alix Bénézech : Dorothée Ariès, élève infirmière, puis infirmière
- Clément Moreau : Dr Kévin Heurtaud, interne puis médecin
- Véronique Viel : Maud, la radiologue
- Muriel Combeau : Gabrielle, infirmière en chef du service

## Épisodes

### Épisode 1: Le Lendemain de la veille
- Belgique : 19 mai 2016 sur La Une
- France : 28 septembre 2016 sur France 2

- Frédéric Bouraly : Laurent Rousseau
- Christelle Reboul : Nathalie Rousseau, la femme de Laurent
- Nabiha Akkari : Andréa, la jeune femme enceinte
- Pierre-Emmanuel Parlato : Stefano, le mari d'Andréa

### Épisode 2: Deuxième chance
- Belgique : 19 mai 2016 sur La Une
- France : 28 septembre 2016 sur France 2

- Astrid Veillon : Sandrine Raimondi, la visiteuse médicale alcoolique
- Jean-Michel Noirey : Le colonel Bourget, père du capitaine Nicolas Bourget

### Épisode 3: Mauvaise blague
- Belgique : 26 mai 2016 sur La Une
- France : 5 octobre 2016 sur France 2

- Élodie Varlet : Camille
- Nicolas Grandhomme : le mari de Camille
- Tom Hudson : Jonas Jeunet
- Gabriel Bismuth : Gaël
- Laurence Oltuski : Corinne, la mère de Gaël
- Clara Cornec : Lily, la fille de Camille

### Épisode 4: Reconstruction
- Belgique : 26 mai 2016 sur La Une
- France : 5 octobre 2016 sur France 2

- Jean-Michel Martial : Eddy Savignon
- Alex Descas : Mathias Savignon, le frère d'Eddy
- Élodie Hesme : Pauline Saugier, la DRH

### Épisode 5: L'Hôpital et ses fantômes
- Belgique : 2 juin 2016 sur La Une
- France : 12 octobre 2016 sur France 2

- Marion Game : Évelyne
- Antoine Glemain : Pierre Desprez
- Cécilia Hornus : Mathilde, la mère de Pierre Desprez
- Noëlla Dussart : Cindy, la mère de Dorothée

### Épisode 6: Sous le choc
- Belgique : 2 juin 2016 sur La Une
- France : 12 octobre 2016 sur France 2

- Béatrice Agenin : Guislaine Brunel
- Lucie Jeanne : Julie, la belle-fille de Guislaine Brunel
- Alexandre Thibault : Luc, le fils de Guislaine Brunel
- Belkacem Abou El Kacem : Ali Shamlan
- Amir El Kacem : Babu Shamlan, le cousin d'Ali Shamlan

### Épisode 7: Maternités
- Belgique : 9 juin 2016 sur La Une
- France : 19 octobre 2016 sur France 2

- Armelle Deutsch : Victoire Diot
- Mathieu Delarive : Bruno Diot, le mari de Victoire
- Vladimir Enquin : Paul
- Marie Petiot : Marion, la sœur de Paul
- Axelle Laffont : Cristiana, la mère de Paul et Marion

### Épisode 8: Papa, où t'es?
- Belgique : 9 juin 2016 sur La Une
- France : 19 octobre 2016 sur France 2

- Stéphan Guérin-Tillié : Éric Dumas
- Jordi Le Bolloc'h : Matthieu Dumas, le fils d'Éric
- Michel Bompoil : Franck, le père de Dorothée
- Peter Hudson : François Jeunet, le père de Jonas

### Épisode 9: Sur le ring
- Belgique : 16 juin 2016 sur La Une
- France : 26 octobre 2016 sur France 2

- Peter Hudson : François Jeunet, le père de Jonas
- Alicia Endemann : Flora, la correspondante allemande de Lily
- Norbert Haberlick : Manuel Almeida
- Charlie Nune : Betty Almeida, la femme de Manuel
- Jean-Baptiste Martin : Luis Almeida, le fils de Manuel
- Adèle Choubard : Jessica Moreau
- Frédéric Ascombre : Baptiste Leguevec
- Gabriel Bismuth : Gaël

### Épisode 10: Auf wiedersehen
Pour les articles homonymes, voir Auf Wiedersehen.
- Belgique : 16 juin 2016 sur La Une
- France : 26 octobre 2016 sur France 2

- Alicia Endemann : Flora, la correspondante allemande de Lily
- Benjamin Baroche : Vic
- Frédérique Bel : Rita, la compagne de Vic
- Irma Barry-Schmitt : Beate, la mère de Flora

## Audience en France
| Épisodes | Diffusion         | Nb. téléspectateurs (en moyenne) | Parts de marché | Classements des audiences de la soirée |
| -------- | ----------------- | -------------------------------- | --------------- | -------------------------------------- |
| 1        | 28 septembre 2016 | 3 059 000                        | 13,2 %          | 2e                                     |
| 2        | 28 septembre 2016 | 3 059 000                        | 14,3 %          | 2e                                     |
| 3        | 5 octobre 2016    | 3 320 000                        | 13,6 %          | 3e                                     |
| 4        | 5 octobre 2016    | 3 100 000                        | 14,4 %          | 2e                                     |
| 5        | 12 octobre 2016   | 3 492 000                        | 14,2 %          | 2e                                     |
| 6        | 12 octobre 2016   | 3 420 000                        | 15,2 %          | 2e                                     |
| 7        | 19 octobre 2016   | 3 160 000                        | 13,1 %          | 3e                                     |
| 8        | 19 octobre 2016   | 3 320 000                        | 13,4 %          | 3e                                     |
| 9        | 26 octobre 2016   | 3 410 000                        | 13,3 %          | 3e                                     |
| 10       | 26 octobre 2016   | 3 550 000                        | 14,6 %          | 3e                                     |

Légende :
- plus hauts chiffres d'audiences
- plus bas chiffres d'audiences